# Gregorio Magistros
Gregorio Magistros (en armenio: Գրիգոր Մագիստրոս; "Gregorio el magistros"; ca. 990–1058) fue un príncipe, lingüista, intelectual y gobernante armenio. Nacido en la casa Pahlavuni, era por tanto descendiente de San Gregorio I el Iluminador, como hijo del comandante militar Vasak Pahlavuni.
Después de que el Imperio bizantino se anexionara el Reino de Ani, Gregorio fue gobernador (doux) de la provincia de Edesa. Durante su mandato trabajó activamente para suprimir a los tondrakianos, una secta considerada como herética tanto por la iglesia armenia como por la bizantina. Estudió la literatura eclesiástica y secular, siríaco y griego, acumulando manuscritos de valor científico y filosófico como los trabajos de Anania Shirakatsi y traducciones de Calímaco, Andrónico de Rodas y Olimpiodoro. Tradujo varias obras  de Platón — Las Leyes, el Eulogio de Sócrates, Euthyphro, Timeo y Fedón. Muchos eclesiásticos armenios del periodo fueron alumnos suyos.
Lo más importante de sus escrituras son las "Cartas", 80 textos que proporcionan información sobre los problemas políticos y religiosos de su tiempo. Su poesía sigue el estilo griego homérico y el árabe contemporáneo. Su obra magna es una larga narrativa métrica de los acontecimientos principales de la Biblia. Este trabajo fue supuestamente escrito en tres días en 1045 a petición de un intelectual musulmán que después de leerlo decidió convertirse al cristianismo. Poéticamente Gregorio fue un pionero en el uso de las rimas árabes que estos habían traído a Armenia.

## Obras
- (en armenio) Գրիգոր Մագիստրոսի թղթերը [Las cartas de Gregorio Magistros]. Alexandropol: Georg Sanoeants' Publishing, 1910.[3]